# Galpón (Lima)
Galpón, también conocido como Simón Bolívar, es un caserío peruano ubicado en el distrito de Pativilca, perteneciente a la provincia de Barranca del departamento de Lima, en la costa central del Perú. 

## Ubicación
Galpón se ubica al oeste de la provincia de Barranca, en el distrito de Pativilca, en el departamento de Lima.

## Demografía
En 2017 Galpón tenía una población de 474 habitantes.
| Gráfica de evolución demográfica de Galpón entre 1993 y 2017 |
|                                                              |
| Fuentes: Población 1993 y 2017                               |